# Limbi dravidiene
Limbile dravidiene sunt o familie de limbi vorbite în India, Pakistan, Iran, Afganistan, Sri Lanka etc. Este alcătuită din aproximativ 73 de limbi cu aproximativ 200 milioane de vorbitori, unii dintre ei bilingvi.
Numele a fost dat de Robert Caldwell în 1856 după forma veche, atestată în sanscrită, a numelui limbii tamile. Francis Whyte Ellis a susținut încă din 1816 că aceste limbi formează o familie distinctă.

## Numerale
Numeralele de la 1 la 10 în diferite limbi dravidiene.
| Număr | Tamilă             | Kannada | Telugu  | Tulu  | Malayalam | Kurukh      | Kolami    | Brahui    | Proto-Dravidiană |
| ----- | ------------------ | ------- | ------- | ----- | --------- | ----------- | --------- | --------- | ---------------- |
| 1     | onru               | ondu    | okaṭi   | onji  | onnu      | oṇṭa        | okkod     | asiṭ      | *oru(1)          |
| 2     | iraṇṭu             | eraḍu   | renḍu   | raḍ   | raṇṭu     | indiŋ       | irāṭ      | irāṭ      | *iru(2)          |
| 3     | mūnru              | mūru    | mūḍu    | mūji  | mūnnu     | mūnd        | mūndiŋ    | musiṭ     | *muC             |
| 4     | nālu, nālku, nānku | nālku   | nālugu  | nāl   | nālu      | nākh        | nāliŋ     | čār (II)  | *nān             |
| 5     | aintu              | aidu    | ayidu   | ayN   | añcu      | pancē (II)  | ayd 3     | panč (II) | *cayN            |
| 6     | āru                | āru     | āru     | āji   | āru       | soyyē (II)  | ār 3      | šaš (II)  | *caru            |
| 7     | ēẓu                | ēlu     | ēḍu     | yēl   | ēẓu       | sattē (II)  | ēḍ 3      | haft (II) | *eẓu             |
| 8     | eṭu                | eṇṭu    | enimidi | edma  | eṭu       | aṭhē (II)   | enumadī 3 | hašt (II) | *eṭu             |
| 9     | onpatu             | ombattu | tommidi | ormba | onpatu    | naiṃyē (II) | tomdī 3   | nōh (II)  | *toḷ             |
| 10    | pattu              | hattu   | padi    | patt  | pattu     | dassē (II)  | padī 3    | dah (II)  | *pat(tu)         |